# Virovos
Virovos was een Keltische hoofdman van een dorp gelegen langs de Leie, waar nu het West-Vlaamse Wervik is gelegen. Vermoedelijk ging het om een Menapii. De Romeinen bouwden naast zijn dorp een baanpost langs hun heirbaan en noemden dat naar deze hoofdman Viroviacum. Uiteindelijk werd die naam verbasterd tot het huidige Wervik.